# Metagenomica

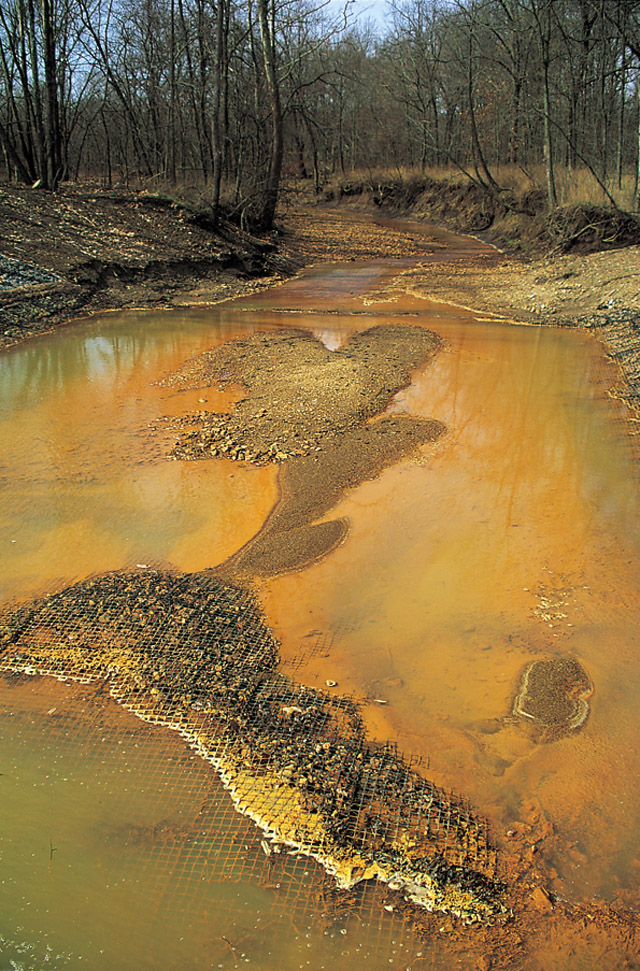
La metagenomica permette lo studio delle comunità microbiche come quelle presenti in questo flusso, che riceve il drenaggio acido da miniere di carbone di superficie

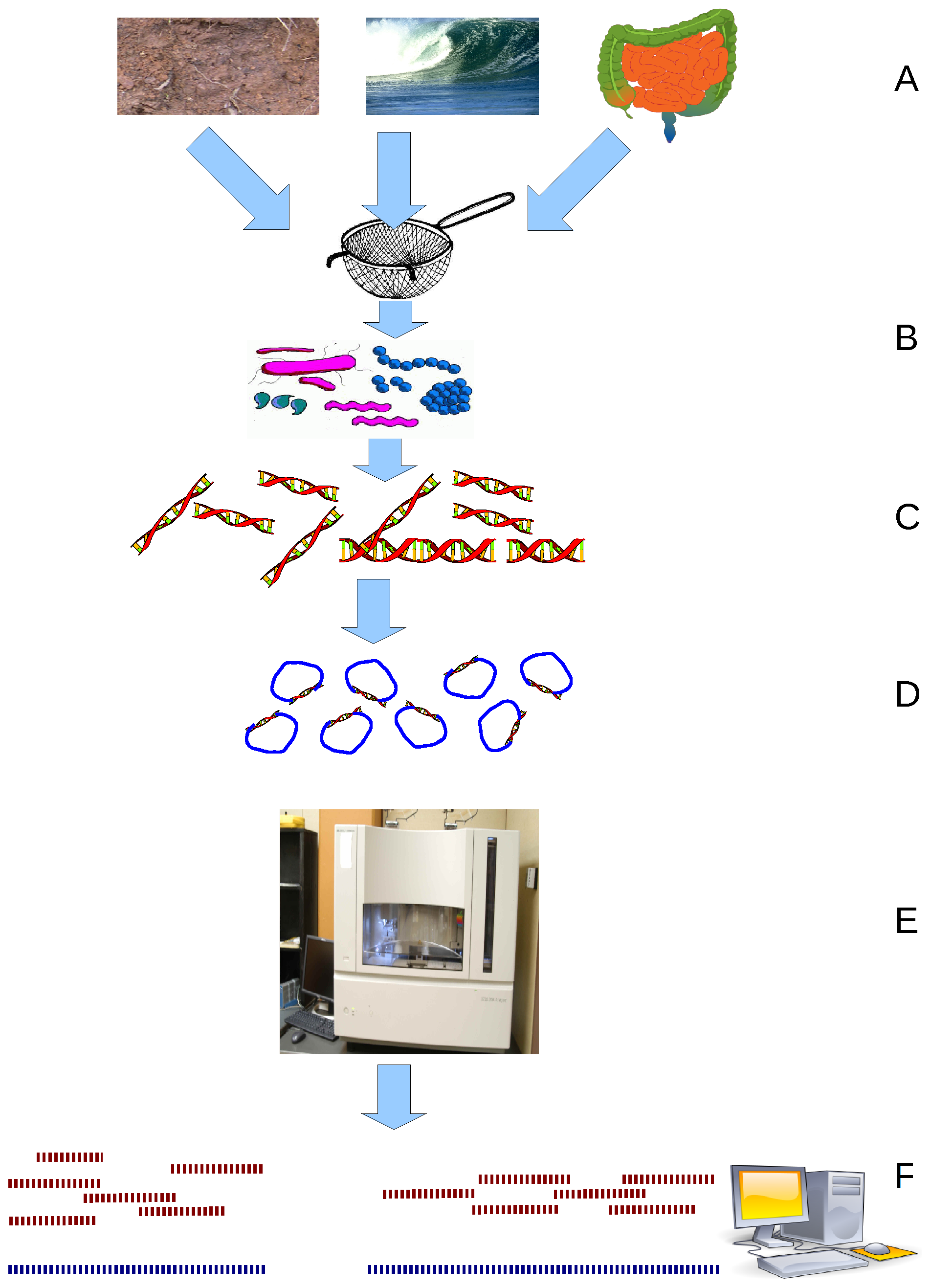
L'Environmental Shotgun Sequencing (ESS). (A) Campionamento dall'habitat; (B) Filtrazione delle particelle, tipicamente per grandezza; (C) Lisi ed estrazione del DNA; Clonazione e costruzione di una biblioteca; (E) sequenziamento dei cloni; (F) assemblamento della sequenza in contig e impalcature (scaffold)

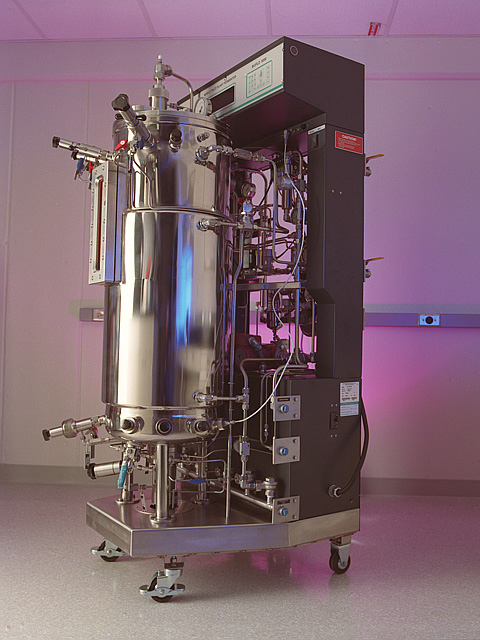
Bioreattori che permettono l'osservazione di comunità microbiche che convertono la biomassa in etanolo cellulosico

La metagenomica è un approccio basato sull'utilizzo di tecniche genomiche moderne per lo studio di comunità microbiche direttamente nel loro ambiente naturale, con il vantaggio di evitare il problema del prelevamento e coltivazione in laboratorio, attualmente viene applicata in ambienti acquatici e terricoli, ma vi sono anche approcci verso la metagenomica atmosferica.
Si basa sul sequenziamento del genoma di microrganismi di uno stesso luogo, la cui analisi effettuata nel proprio habitat naturale viene definita metagenoma, pionieri di questa tecnica sono stati Carl Woese e Norman Pace nel 1981. La maggior parte di questi organismi è di difficile coltivazione a causa delle loro particolari esigenze (temperature elevatissime, pressioni pari a quella dei fondali oceanici, concentrazioni saline alte, ecc). Non potendo coltivare queste forme di vita, occorre un prelievo nei siti in cui esse crescono attivamente.
Ad esempio, cercando un particolare microrganismo produttore di petrolio, occorre un carotaggio in un terreno dove sappiamo si trova un giacimento. Si estrae il DNA che è presente in tutto il campione e si avvia il sequenziamento. Saranno presenti genomi di svariati organismi (tra cui anche insetti e altre forme di vita), ma non interessa tanto andare a sequenziare un genoma in particolare, bensì solo identificare quel particolare gene produttore di petrolio. Questa tecnica si può applicare anche per la ricerca di un nuovo antibiotico, di produttori di metano, etc.

## Etimologia
Il termine "metagenomica" è stato usato per la prima volta da Jo Handelsman, Jon Clardy, Robert M. Goodman, Sean F. Brady e altri in una pubblicazione nel 1998. Il termine "metagenoma" si riferisce all'idea che una collezione di geni sequenziati dall'ambiente può essere analizzata nella stessa maniera con cui si studia un singolo genoma. Recentemente Kevin Chen e Lior Pachter (ricercatori dell'Università di Berkeley) hanno definito la metagenomica come l'applicazione di moderne tecniche di genomica senza la necessità di isolare e coltivare in laboratorio specie singole.